# 電磁波過敏症
電磁波過敏症（英語：Electromagnetic hypersensitivity、簡稱E.H.S.或E.S.）是一種聲稱對電磁場敏感的疾病，並稱会引起各種負面症狀。電磁波過敏症沒有科學依據，也不是公認的醫學診斷，一般認為電磁波過敏症的症狀經驗是源自心理的身心性疾病。此疾病多被描述為「因暴露於電磁場而導致患者出現各種不一的症狀」，唯此等症狀是由於暴露在電磁場而引起的這一說法多被視為偽科學。
自稱有這種病徵的人，在激發實驗中，都分不清電磁波的來源到底有沒有啟動。換言之，這些人不能靠症狀分出自己究竟有沒有暴露到電磁波中。世界卫生组织认为，电磁波过敏症，更可能是由于路由、电脑、手机等的荧光闪烁，或者生活压力大、室内空气质量差等原因引起的一种疾病；并且建议，各国政府应该明确表示，目前不存在电磁辐射超敏反应与电磁场暴露之间关联的科学根据。
2016年世界衛生組織發佈了一篇對於電磁波過敏症的研究更新:有一些人報告對電場或磁場“過敏”。他們詢問疼痛，頭痛，抑鬱，嗜睡，睡眠障礙，甚至抽搐和癲癇發作是否可能與在電磁場下暴露有關。幾乎沒有科學證據支持電磁波可能造成過敏反應。斯堪的納維亞最近的研究發現，在適當控制的電磁場暴露條件下，實驗下的被研究者，個人沒有表現出一致的反應。也沒有任何公認的生物學機制來解釋電磁波過敏反應。對於這個問題的研究很困難，因為除了電、磁場本身的直接影響之外，還可能涉及許多其他主觀的反應。關於該主題的更多研究正在繼續當中。